# Internationales Wirtschaftsrecht
Das Internationale Wirtschaftsrecht bildet die rechtliche Ordnung für internationale Wirtschaftsbeziehungen, zum Beispiel von Staaten, internationalen Organisationen und privatem Verkehr von Gütern und Dienstleistungen. Kennzeichnend für das internationale Wirtschaftsrecht ist eine übergreifende Betrachtung des Zusammenwirkens von nationalen und völkerrechtlichen, privat- und öffentlich-rechtlichen Rechtsnormen.
Die Funktionen entsprechen grundsätzlich den Prinzipien des nationalen Wirtschaftsrechts, das heißt Ordnung, Gerechtigkeit, Steuerung, Befriedung, hinzu kommen noch Harmonisierung zum Zwecke der Senkung der Transaktionskosten und Gewährleistung von Mindeststandards (zum Beispiel Lohn und Qualität) sowie Liberalisierung. Ebenso wie das deutsche Recht unterscheidet das Internationale Wirtschaftsrecht zwischen öffentlichem und privatem Recht. Außerdem gibt es völkerrechtliche Verträge und das Recht sogenannter regionaler Wirtschaftsräume (zum Beispiel der Europäischen Union) als Rechtsquellen.
Versuche einzelner Staaten, mittels Lobbying Partikularinteressen durchzusetzen, erschweren die Praxis des Internationalen Wirtschaftsrechts. Die Politik kann mittels Embargos, Sanktionen, und Krieg als „Ultima ratio“ wesentlichen Einfluss auf internationale Handelsabschlüsse nehmen. 